# Malpolon insignitus
Espèce
Synonymes
- Coluber insignitus Geoffroy De St-hilaire, 1827
- Coelopeltis insignitus (Geoffroy De St-hilaire, 1827)
- Malpolon monspessulanus insignitus 
(Geoffroy De St-hilaire, 1827)
- Rhabdodon fuscus Fleischmann, 1831
- Malpolon monspessulanus fuscus (Fleischmann, 1831)

Malpolon insignitus est une espèce de serpents de la famille des Lamprophiidae.

## Répartition
Cette espèce se rencontre de l'Algérie à l'Égypte, et de la Grèce à l'Iran.

## Taxinomie
Anciennement considérée comme une sous espèce de Malpolon monspessulanus, elle a été élevée au rang d'espèce par Carranza, Arnold & Pleguezuelos, 2006.

## Liste des sous-espèces
Selon The Reptile Database (17 février 2014) :
- Malpolon insignitus fuscus (Fleischmann, 1831)
- Malpolon insignitus insignitus (Geoffroy De St-hilaire, 1827)

## Publications originales
- Fleischmann, 1831 : Dalmatiae nova serpentum genera. Heyder, Erlangen, p. 1-35.
- Geoffroy De St-hilaire, 1827 : Description des reptiles qui se trouvent en Égypte. Description de l’Égypte : Histoire Naturelle, 1809-1830, vol. 24, Paris (texte intégral).